# Hans Joachim Meyer

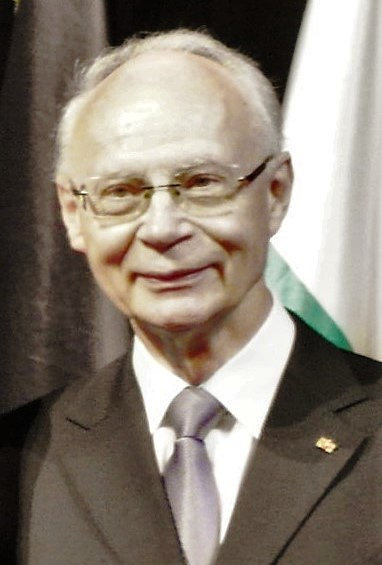
Hans Joachim Meyer (2015)

Hans Joachim Meyer (* 13. Oktober 1936 in Rostock; † 29. März 2024 in Potsdam) war ein deutscher Politiker (CDU) und Sprachwissenschaftler. Er war von April bis Oktober 1990 letzter Minister für Bildung und Wissenschaft der DDR und nach der deutschen Wiedervereinigung von 1990 bis 2002 erster Staatsminister für Wissenschaft und Kunst in Sachsen. Weiterhin wirkte er als Präsident des Zentralkomitees der deutschen Katholiken.

## Leben
Hans Joachim Meyer studierte nach dem Abitur, das er in seiner Geburtsstadt Rostock ablegte, von 1955 bis 1958 an der Deutschen Akademie für Staats- und Rechtswissenschaft in Potsdam. Bereits seit seiner Schulzeit war der praktizierende Katholik von 1952 bis 1961 Mitglied der Ost-CDU. 1958 wurde er aus politischen Gründen – wegen „mangelnder Verbindung zur Arbeiterklasse“ – exmatrikuliert und arbeitete im VEB Lokomotivbau Potsdam-Babelsberg. Von 1959 bis 1964 studierte er an der Humboldt-Universität zu Berlin Anglistik und Geschichte und schloss als Diplom-Philologe ab. Danach war er dort als Lehrer im Hochschuldienst tätig. Mit seiner Dissertationsarbeit Semantische Analyse der modernenglischen Verbalpartikel „up“ im Vergleich zu verwandten englischen und deutschen Verbalpartikeln wurde er 1971 zum Dr. phil. promoviert.
Anschließend arbeitete er bis 1982 als Oberassistent in der Sektion Fremdsprachen der HU. Dort war Meyer von 1973 bis 1977 stellvertretender Sektionsdirektor für Erziehung und Ausbildung. Zwischen 1976 und 1988 absolvierte er mehrere Studienaufenthalte und Gastlehrtätigkeiten in Großbritannien, der Sowjetunion und den USA. Von 1978 bis 1990 leitete er den Bereich Sprachintensivausbildung an der Humboldt-Universität. Die Promotion B zum Dr. sc. phil. (entspricht einer Habilitation) schloss er 1981 mit der Schrift Englische Verben zur Beschreibung ausgewählter Sachverhalte der wissenschaftlichen Kommunikation, semantische Valenzstrukturen und typische Satzbaupläne ab. Danach wurde er 1982 zum Hochschuldozenten und 1985 zum außerordentlichen Professor für Angewandte Sprachwissenschaft (Englisch) ernannt.
Sein kirchliches Engagement währte von 1973 bis 1975 als Mitglied der Pastoralsynode der Jurisdiktionsbezirke der katholischen Kirche in der DDR und von 1976 bis 1982 im Pastoralrat für den Ostteil des Bistums Berlin.
Nach der friedlichen Revolution und der freien Volkskammerwahl in der DDR war Meyer von April bis Oktober 1990 in der Regierung de Maizière Minister für Bildung und Wissenschaft. In dieser Eigenschaft leitete er auch ab Mai 1990 die DDR-Delegation in der Gemeinsamen Bildungskommission, deren Aufgabe darin bestand, die Zusammenführung beider deutscher Bildungssysteme auf Ministerebene vorzubereiten. Ergebnisse dieser Kommission sind auch in den Einigungsvertrag eingeflossen (Art. 37 Bildung und Art. 38 Wissenschaft und Forschung) und wurden politisch sowie praktisch umgesetzt. Meyer trat im August 1990 wieder der CDU der DDR bei. Nach dem Rücktritt des bisherigen Forschungs- und Technologieministers Frank Terpe (SPD) am 20. August 1990 übernahm Meyer für die letzten Wochen bis zur Auflösung der DDR zusätzlich dessen Ressort.
Unmittelbar nach der deutschen Wiedervereinigung wurde er im Oktober 1990 von Ministerpräsident Kurt Biedenkopf in dessen Kabinett nach Dresden berufen. Hier war er von 1990 bis 2002 als Sächsischer Staatsminister für Wissenschaft und Kunst wirksam. In dieser Zeit legte er „die Grundlagen für eine der produktivsten Wissenschaftslandschaften in Deutschland“.
1990 wurde Meyer Mitglied des Geschäftsführenden Ausschusses des Zentralkomitees der deutschen Katholiken und 1994 dessen Vizepräsident. Von 1997 bis 2009 war er der Präsident des Zentralkomitees der deutschen Katholiken. 2003 leitete er als katholischer Präsident den Ersten Ökumenischen Kirchentag in Berlin. Er setzte sich dafür ein, die St.-Hedwigs-Kathedrale in Berlin so zu erhalten, wie sie nach dem Zweiten Weltkrieg wiederaufgebaut worden war (statt sie umzubauen).

## Ehrungen (Auswahl)

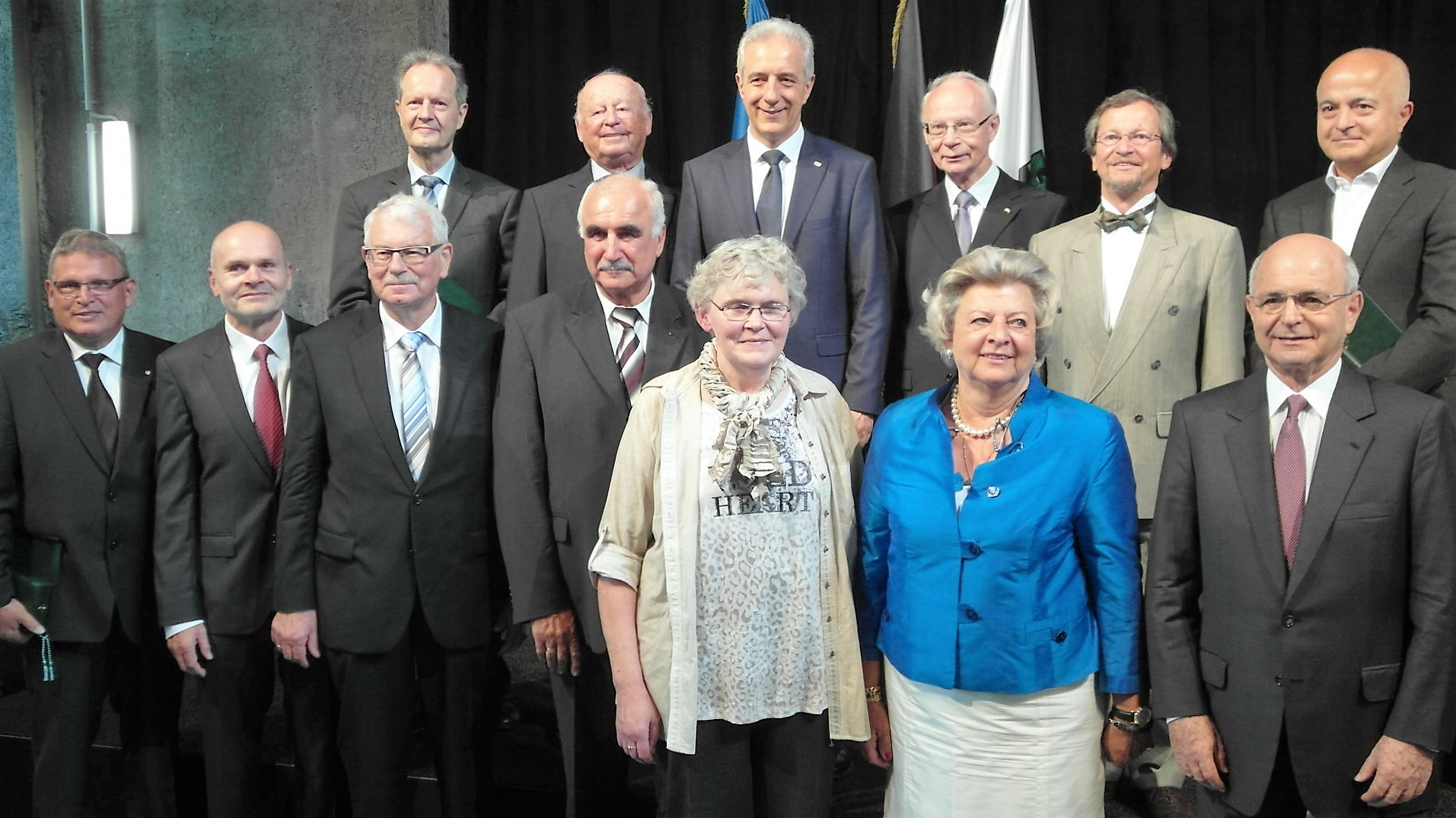
Verleihung des Sächsischen Verdienstordens 2015 durch Ministerpräsident Stanislaw Tillich: Hans Joachim Meyer, 2. Reihe, 4. von links

- 2002: Ehrendoktor der Technischen Universität Dresden
- 2003: Ehrenmitglied der Sächsischen Akademie der Wissenschaften
- 2005: Großes Verdienstkreuz der Bundesrepublik Deutschland
- 2008: Johann Walter Plakette
- 2010: Adolph-Kolping-Plakette
- 2013: Hans-Olaf-Henkel-Preis – Preis für Wissenschaftspolitik
- 2015: Sächsischer Verdienstorden
- 2017: Gregoriusorden (Komtur)[5]

## Schriften
- gemeinsam mit Hanna Harnisch: Zur Untersuchung von Kommunikationsverfahren unter linguistischem Aspekt. Zum Problem der kommunikativ-funktionalen oder thematischen Zuordnung von Verben (= Martin-Luther-Universität Halle-Wittenberg. Forschungskollektiv Kommunikativ-Funktionale Sprachbetrachtung und Fremdsprachenunterricht: Arbeitsbericht, 46). Martin-Luther-Universität, Halle 1977, DNB 800863445.
- In keiner Schublade – Erfahrungen im geteilten und vereinten Deutschland. Herder-Verlag, Freiburg 2015, ISBN 978-3-451-32968-5.